# 苏维埃社会主义自治共和国

1980年代的苏联行政区划，苏维埃社会主义自治共和国显示为橙色

苏维埃社会主义自治共和国（俄语：Автономная Советская Социалистическая Республика，АССР）是苏联为了实现民族自治而成立的地方自治行政单位，隶属于各加盟共和国，级别和各加盟共和国的州平级，但拥有较大的权利，有自己的宪法。苏联的加盟共和国中，有自治共和国的国家有：俄罗斯、格鲁吉亚、阿塞拜疆、乌兹别克斯坦、乌克兰。根据《苏联宪法》，在加盟共和国投票脱离苏联的情况下，各自治共和国、自治州、自治区都有权通过全民公决，自主决定是否留在苏联或者随即将脱离苏联的加盟共和国一起脱离，并提出其国家法律地位的问题。该类行政区大量涌现于1920年代的蘇聯本土化政策时期，一些自治共和国曾被撤销，在1950年代的去斯大林化政策后其中的一些被恢复。
苏联解体后，各地的苏维埃社会主义自治共和国演变为俄罗斯联邦的共和国和其他后苏联国家的自治共和国。

## 苏联的苏维埃社会主义自治共和国列表
| 順序 | 自治共和國                                        | 前共和國                          | 今屬                                                                             | 地圖 | 國旗 | 国徽 |
| ---- | ------------------------------------------------- | --------------------------------- | -------------------------------------------------------------------------------- | ---- | ---- | ---- |
| 1    | 巴什基尔苏维埃社会主义自治共和国                  | 俄罗斯苏维埃联邦社会主义共和国    | 巴什科尔托斯坦共和国（1919年3月23日）                                            |      |      |      |
| 2    | 布里亞特蘇維埃社會主義自治共和國                  | 俄罗斯苏维埃联邦社会主义共和国    | 布里亞特共和國（1923年5月30日）                                                  |      |      |      |
| 3    | 達吉斯坦蘇維埃社會主義自治共和國                  | 俄罗斯苏维埃联邦社会主义共和国    | 达吉斯坦共和国（1920年1月20日）                                                  |      |      |      |
| 4    | 卡巴爾達-巴爾卡爾蘇維埃社會主義自治共和國         | 俄罗斯苏维埃联邦社会主义共和国    | 卡巴爾達-巴爾卡爾共和國（1936年1月5日）                                          |      |      |      |
| 5    | 卡爾梅克蘇維埃社會主義自治共和國                  | 俄罗斯苏维埃联邦社会主义共和国    | 卡尔梅克共和国（1958年7月29日）                                                  |      |      |      |
| 6    | 卡累利阿苏维埃社会主义自治共和国                  | 俄罗斯苏维埃联邦社会主义共和国    | 卡累利阿共和国（1923年6月27日）                                                  |      |      |      |
| 7    | 科米蘇維埃社會主義自治共和國                      | 俄罗斯苏维埃联邦社会主义共和国    | 科米共和国（1936年12月5日）                                                      |      |      |      |
| 8    | 鞑靼苏维埃社会主义自治共和国                      | 俄罗斯苏维埃联邦社会主义共和国    | 鞑靼斯坦共和国（1920年5月27日）                                                  |      |      |      |
| 9    | 莫爾多瓦蘇維埃社會主義自治共和國                  | 俄罗斯苏维埃联邦社会主义共和国    | 莫尔多瓦共和国（1934年12月20日）                                                 |      |      |      |
| 10   | 北奧塞梯蘇維埃社會主義自治共和國                  | 俄罗斯苏维埃联邦社会主义共和国    | 北奥塞梯-阿兰共和国（1936年12月5日）                                             |      |      |      |
| 11   | 馬里蘇維埃社會主義自治共和國                      | 俄罗斯苏维埃联邦社会主义共和国    | 马里埃尔共和国（1936年12月5日）                                                  |      |      |      |
| 12   | 圖瓦蘇維埃社會主義自治共和國                      | 俄罗斯苏维埃联邦社会主义共和国    | 图瓦共和国（1961年10月10日）                                                     |      |      |      |
| 13   | 乌德穆尔特苏维埃社会主义自治共和国                | 俄罗斯苏维埃联邦社会主义共和国    | 烏德穆爾特共和國（1934年12月28日）                                               |      |      |      |
| 14   | 車臣-印古什蘇維埃社會主義自治共和國               | 俄罗斯苏维埃联邦社会主义共和国    | 印古什共和国 · 车臣共和国（1934年1月15日）                                       |      |      |      |
| 15   | 楚瓦什蘇維埃社會主義自治共和國                    | 俄罗斯苏维埃联邦社会主义共和国    | 楚瓦什共和国（1925年6月15日）                                                    |      |      |      |
| 16   | 雅库特苏维埃社会主义自治共和国                    | 俄罗斯苏维埃联邦社会主义共和国    | 萨哈共和国（1922年4月27日）                                                      |      |      |      |
| 17   | 克里米亞蘇維埃社會主義自治共和國                  | 俄罗斯苏维埃联邦社会主义共和国    | 克里米亞共和國（1921年10月18日）                                                 |      |      |      |
| 18   | 顿涅茨克-克里沃罗格苏维埃共和国                   | 俄罗斯苏维埃联邦社会主义共和国    | 顿涅茨克人民共和国及 卢甘斯克人民共和国（1918年2月12日至1918年3月20日）          |      |      |      |
| 19   | 摩尔达维亚苏维埃社会主义自治共和国                | 乌克兰苏维埃社会主义共和国        | 德涅斯特河沿岸（1924年10月12日至1940年8月20日）                                  |      |      |      |
| 20   | 卡拉卡爾帕克蘇維埃社會主義自治共和國              | 烏茲別克蘇維埃社會主義共和國      | 卡拉卡尔帕克斯坦共和国（1932年）                                                 |      |      |      |
| 21   | 阿布哈茲蘇維埃社會主義自治共和國                  |                                   | 阿布哈茲（1931年2月19日）                                                        |      |      |      |
| 22   | 阿查拉苏维埃社会主义自治共和国                    | 阿扎尔自治共和国（1921年7月16日） |                                                                                  |      |      |      |
| 23   | 纳希切万苏维埃社会主义自治共和国                  | 亞塞拜然蘇維埃社會主義共和國      | （1924年2月9日）                                                                 |      |      |      |
| 24   | 伏尔加德意志人苏维埃社会主义自治共和国            | 苏联                              | 萨拉托夫州（1924年1月6日—1941年8月28日）                                         |      |      |      |
| 25   | 吉爾吉斯自治社會主義蘇維埃共和國 (1920年－1925年) | 苏联                              | （1920年8月20日－1925年）                                                        |      |      |      |
| 26   | 吉爾吉斯自治社會主義蘇維埃共和國 (1926年－1936年) | 苏联                              | （1926年2月11日—1936年12月5日）                                                  |      |      |      |
| 27   | 哈薩克自治社會主義蘇維埃共和國                    | 苏联                              | （1925年存在至1936年）                                                           |      |      |      |
| 28   | 塔吉克苏维埃社会主义自治共和国                    | 苏联                              | （1924年到1929年8月1日）                                                         |      |      |      |
| 29   | 突厥斯坦蘇維埃社會主義自治共和國                  | 苏联                              | · （1918年4月30日─1924年10月27日）                                               |      |      |      |
| 30   | 山区苏维埃社会主义自治共和国                      | 苏联                              | 卡拉恰伊-切尔克斯共和国 · 卡巴爾達-巴爾卡爾共和國（1921年1月20日至1924年7月7日） |      |      |      |
| 31   | 戈尔诺-阿尔泰苏维埃社会主义自治共和国             | 苏联                              | 阿尔泰共和国（1990年10月25日–1992年3月31日）                                     |      |      |      |
| 32   | 卡巴尔达苏维埃社会主义自治共和国                  | 苏联                              | 卡巴爾達-巴爾卡爾共和國（1957年恢复原名）                                        |      |      |      |

## 苏联解体后的变化
苏联解体后，原各加盟共和国纷纷将境内各自治共和国去除“苏维埃社会主义”文字，称为“自治共和国”（俄语：Автономная Республика）。惟俄罗斯联邦（原俄罗斯苏维埃社会主义共和国）的憲法中同時還去除了“自治”字樣，僅稱“共和国”（俄语：Республика）。
俄罗斯联邦（原俄罗斯苏维埃社会主义共和国）将除犹太自治州外的其他自治州全部升格为共和国，另外車臣-印古什蘇維埃社會主義自治共和國分裂，共新增以下共和国：阿迪格共和国、阿尔泰共和国、哈卡斯共和国、卡拉恰伊-切尔克斯共和国、车臣共和国、印古什共和国。
另外，巴什基尔将国名改为巴什科尔托斯坦共和国，鞑靼改名为鞑靼斯坦共和国，马里改名为马里埃尔共和国，雅库特改名为萨哈（雅库特）共和国，北奥塞梯改名为北奥塞梯-阿兰共和国。
阿塞拜疆于1993年成立塔雷什-穆甘自治共和国，但成立不久后就被撤销。
乌克兰独立后，乌克兰的原克里米亚州成立克里米亚自治共和国，但在2014年克里米亞歸屬公投后克里米亚自治共和国单方面宣布建立克里米亚共和国并脱乌入俄。

### 列表情况
| 改制前                               | 改制后                     | 现况 | 今屬國家                                | 地图 |
| 苏联解体时新增的自治共和国           | 苏联解体时新增的自治共和国 | 苏联解体时新增的自治共和国                                                                                                 | 苏联解体时新增的自治共和国              |      |
| ------------------------------------ | -------------------------- | --- | --------------------------------------- | ---- |
| 阿迪格自治州                         | 阿迪格共和国               | 1991年苏联解体前夕升级为自治共和国，今为俄罗斯联邦的共和国之一。                                                           | 俄羅斯                                  |      |
| 戈爾諾－阿爾泰自治州                 | 阿尔泰共和国               | 1991年苏联解体前夕升级为自治共和国，今为俄罗斯联邦的共和国之一。                                                           | 俄羅斯                                  |      |
| 哈卡斯自治州                         | 哈卡斯共和国               | 1991年苏联解体前夕升级为自治共和国，今为俄罗斯联邦的共和国之一。                                                           | 俄羅斯                                  |      |
| 卡拉恰伊-切尔克斯自治州              | 卡拉恰伊-切尔克斯共和国    | 1991年苏联解体前夕升级为自治共和国，今为俄罗斯联邦的共和国之一。                                                           | 俄羅斯                                  |      |
| 車臣-印古什蘇維埃社會主義自治共和國  | 车臣共和国                 | 1991年苏联解体前夕伊奇克里亞車臣共和國宣告独立，1999年后被俄罗斯征服，今为俄罗斯联邦的共和国之一。                         | 俄羅斯                                  |      |
| 車臣-印古什蘇維埃社會主義自治共和國  | 印古什共和国               | 1991年苏联解体前夕与车臣分离并升级为自治共和国，今为俄罗斯联邦的共和国之一。                                               | 俄羅斯                                  |      |
| 原自治共和国改名                     |                            | | 俄羅斯                                  |      |
| 巴什基尔苏维埃社会主义自治共和国     | 巴什科尔托斯坦共和国       | 1991年苏联解体前夕改称共和国，今为俄罗斯联邦的共和国之一。                                                                 | 俄羅斯                                  |      |
| 鞑靼苏维埃社会主义自治共和国         | 鞑靼斯坦共和国             | 1991年苏联解体前夕改称共和国，今为俄罗斯联邦的共和国之一。                                                                 | 俄羅斯                                  |      |
| 馬里蘇維埃社會主義自治共和國         | 马里埃尔共和国             | 1991年苏联解体前夕改称共和国，今为俄罗斯联邦的共和国之一。                                                                 | 俄羅斯                                  |      |
| 雅库特苏维埃社会主义自治共和国       | 萨哈（雅库特）共和国       | 1991年苏联解体前夕改称共和国，今为俄罗斯联邦的共和国之一。                                                                 | 俄羅斯                                  |      |
| 北奧塞梯蘇維埃社會主義自治共和國     | 北奥塞梯-阿兰共和国        | 1991年苏联解体前夕改称共和国，今为俄罗斯联邦的共和国之一。                                                                 | 俄羅斯                                  |      |
| 克里米亞蘇維埃社會主義自治共和國     | 克里米亚共和国             | 1991年苏联解体前夕克里米亞州改称共和国，1992年成为乌克兰的自治共和国，2014年克里米亞歸屬公投后成为俄罗斯联邦的共和国之一。 | 俄羅斯                                  |      |
| 阿布哈茲蘇維埃社會主義自治共和國     | 阿布哈兹共和国             | 1991年苏联解体前夕宣告独立。阿布哈兹共和国仍被格鲁吉亚视为其自治共和国。                                                   | 阿布哈茲（ 格鲁吉亚主张其被俄罗斯占领） |      |
| 纳希切万苏维埃社会主义自治共和国     | 纳希切万自治共和国         | 1991年苏联解体前夕改称共和国，1992年成为阿塞拜疆的自治共和国。                                                             |                                         |      |
| 卡拉卡爾帕克蘇維埃社會主義自治共和國 | 卡拉卡尔帕克斯坦自治共和国 | 1991年苏联解体前夕改称共和国，1993年成为乌兹别克斯坦的自治共和国。                                                         |                                         |      |